# Кости (7-й сезон)
Седьмой сезон американского детективного телесериала «Кости» о судебных антропологах из ФБР с Эмили Дешанель и Дэвидом Борианазом в главных ролях. Седьмой сезон, премьера которого состоялась на канале Fox 3 ноября 2011 года, а заключительная серия вышла 14 мая 2012 года, состоит из 13 эпизодов. В связи с беременностью актрисы Эмили Дешанель, исполняющей роль доктора Темперанс Бреннан, сезон был сокращен до 13 эпизодов. Дополнительно заказанные четыре эпизода были включены в восьмой сезон.

## В ролях

### Основной состав
- Эмили Дешанель — доктор Темперанс «Кости» Бреннан
- Дэвид Борианаз — специальный агент Сили Бут
- Микаэла Конлин — Энджела Монтенегро
- Томас Джозеф Тайн — доктор Джек Ходжинс
- Тамара Тейлор — доктор Кэмилла «Кэм» Сароян
- Джон Фрэнсис Дейли — доктор Лэнс Свитс

### Второстепенный состав
- Патриция Белчер — Кэролайн Джулиан
- Эндрю Лидз— Кристофер Пелант
- Тина Мажорино — специальный агент Женевьев Шоу
- Райан О’Нил — Макс Кинан
- Рид Даймонд — специальный агент Хэйс Финн
- Билли Гиббонс — отец Энджелы
- Тиффани Хайнс — Мишель Уэлтон
- Тай Паниц — Паркер Бут
- Ральф Уэйт — Хэнк Бут

Интерны:
- Карла Галло — Дэйзи Вик
- Майкл Грант Терри — Венделл Брэй
- Юджин Бирд — доктор Кларк Эдисон
- Люк Клайнтенк — Финн Абернети
- Джоэл Дэвид Мур — Колин Фишер
- Педж Вахдат — Арасту Вазири

## Эпизоды
| № общий | № в сезоне | Название                                                               | Режиссёр        | Автор сценария              | Дата премьеры  | Произв. код | Зрители в США (млн) |
| --- | ---------- | ---------------------------------------------------------------------- | --------------- | --------------------------- | -------------- | ----------- | ------------------- |
| 130 | 1          | «The Memories in the Shallow Grave» «Воспоминания в неглубокой могиле» | Йен Тойнтон     | Стефан Нейтан               | 3 ноября 2011  | 7AKY01      | 10,00               |
| Когда команда Джефферсона идентифицирует останки женщины, найденной на пейнтбольном поле, они обнаруживают в её файле два отчета по двум без вести пропавшим лицам. Бут и Свитс допрашивают мужа жертвы и узнают, что она страдала от амнезии. Венделл Брэй узнает, что жертва также пережила пулевое ранение, а несогласованность в её медицинской документации раскрывает удивительное преступление, связанное с её убийством. Между тем, Бреннан и Бут пытаются приспособиться к новой жизни в качестве пары, а также готовятся к предстоящим изменениям в их семейной жизни. Интерн: Венделл Брэй. |            |                                                                        |                 |                             |                |             |                     |
| 131 | 2          | «The Hot Dog in the Competition» «Конкурс поедания хот-догов»          | Дуайт Литтл     | Майкл Петерсон              | 10 ноября 2011 | 7AKY02      | 8,64                |
| Очередное убийство приводит команду на конкурс по поеданию хот-догов, где были найдены останки человека, за несколько дней до начала соревнования по поеданию пищи, с немыслимым для таких игр денежным призом в десять тысяч долларов. Новый интерн Финн, протеже Кэм, хочет получить второй шанс начать все с чистого листа, однако все настроены скептически. Между тем Бреннан снова ловит Бута врасплох новостью касательно их ребенка. Интерн: Финн Абернети. |            |                                                                        |                 |                             |                |             |                     |
| 132 | 3          | «The Prince in the Plastic» «Принц в пластике»                         | Алекс Чаппл     | Дин Лопата                  | 17 ноября 2011 | 7AKY03      | 8,76                |
| На этот раз находят останки женщины, которую идентифицируют как ИО директора фабрики по производству детских игрушек. Генеральный директор открывает агенту Буту и Свитсу доступ к строго защищенным данным - экспериментам лаборатории компании, где выявляются новые подробности о жизни жертвы. Между тем Бреннан задается вопросом, станет ли она хорошей матерью для своего ребенка. Интерн: Дэйзи Вик. |            |                                                                        |                 |                             |                |             |                     |
| 133 | 4          | «The Male in the Mail» «Мужчина на почте»                              | Кевин Хукс      | Пэт Чарльз                  | 1 декабря 2011 | 7AKY04      | 8,91                |
| Когда в нескольких ящиках для рассылки найдены расчлененные части тела сотрудника компании «Ship 'n' Print», команда приступает к расследованию. Однако по ходу дела обнаруживается любовный треугольник с участием жертвы, который лишь все усложняет. Между тем, дедушка Бута раскрывает некоторые шокирующие новости, а специальный агент Дженни Шоу узнает важность работы в команде. Интерн: Кларк Эдисон. |            |                                                                        |                 |                             |                |             |                     |
| 134 | 5          | «The Twist in the Twister» «Охотник за торнадо»                        | Жанно Шварц     | Карин Розенталь             | 8 декабря 2011 | 7AKY05      | 8,11                |
| Команда исследует останки так называемого «штормового преследователя», который, на первый взгляд, умер, следуя за торнадо. Но кадры, сделанные во время шторма, в конечном счете приводят команду к уверенности в том, что он был убит. Тем временем Бут становится чрезмерно заботливым о Бреннан как дома, так и на работе. А лишенные сна из-за капризов младенца, Энджела и Ходжинс договариваются о том, что отец Анджелы, рок-музыкант, будет нянчить их грудного ребенка. Интерн: Колин Фишер. |            |                                                                        |                 |                             |                |             |                     |
| 135 | 6          | «The Crack in the Code» «Взлом кода»                                   | Йен Тойнтон     | Карла Кеттнер               | 12 января 2012 | 7AKY06      | 8,64                |
| На национальном памятнике обнаружено зашифрованное сообщение, написанное человеческой кровью. Поскольку команда Джефферсона, чтобы расследовать дело, объявляет охоту на мусор, они понимают, что их технически подкованный подозреваемый остается на шаг впереди них. Между тем, Бут и Бреннан ищут идеальный дом для своей новой семьи. Интерн: Венделл Брэй. Первое появление Кристофера Пеланта |            |                                                                        |                 |                             |                |             |                     |
| 136 | 7          | «The Prisoner in the Pipe» «Узник в трубе»                             | Кейт Вудс       | Джонатан Коллир             | 2 апреля 2012  | 7AKY07      | 8,39                |
| Останки беглого каторжника находят в жилой канализации, но при тщательном рассмотрении канализационных труб дело показывает, что убийство произошло в стенах тюрьмы. Бреннан настаивает на раскрытии преступления, несмотря на просьбы Бута не перенапрягать себя. В конечном итоге будущие родители сталкиваются с совершенно нетрадиционным рождением их маленькой дочери. Интерн: Дейзи Вик. |            |                                                                        |                 |                             |                |             |                     |
| 137 | 8          | «The Bump in the Road» «Выпуклость на дороге»                          | Дуайт Литтл     | Кит Фоглисонг               | 9 апреля 2012  | 7AKY08      | 7,56                |
| На полпути между двумя штатами находят останки, размазанные по дороге. Это оказывается женщина, одержимая страстью к купонам. Между тем Бреннан приспосабливается к первому рабочему дню после рождения ребенка. В это время новый обитатель лаборатории Финн начинает ухаживать за дочкой Кэм, Мишель. Бут и Бреннан наслаждаются тем, что у них есть ребенок. Интерн: Финн Абернати. |            |                                                                        |                 |                             |                |             |                     |
| 138 | 9          | «The Don't in the Do» «„Нет“ значит „да“»                              | Джанет Лин      | Жанно Шварц                 | 16 апреля 2012 | 7AKY09      | 7,15                |
| Когда на свалке находят труп, окрашенный в синее вещество, молодой специалист Арасту Вазири открывает метод, который помогает устранить посмертные повреждения тела. Это приводит команду в парикмахерский салон, где работал потерпевший. Между тем Кости чувствует себя неловко в собственном теле после рождения ребенка, комплексуя из-за своей фигуры. Бут развеивает её сомнения и решает сделать что-то особенное, чтобы повысить её уверенность в себе. Он делает Бреннан необычный подарок... Интерн: Арасту Вазири. |            |                                                                        |                 |                             |                |             |                     |
| 139 | 10         | «The Warrior in the Wuss» «Воин скрывается в трусе»                    | Чад Лоу         | Дин Лопата и Майкл Петерсон | 23 апреля 2012 | 7AKY10      | 7,38                |
| Тело сотрудника грузовой компании найдено посреди леса. После допроса сына жертвы Бут и Бреннан посещают его секцию карате в поисках мотива. Вернувшись в лабораторию, Ходжинс перегибает палку с приобретением лабораторного оборудования. Затем сын Бута, Паркер, возвращается из Англии, и Бреннан беспокоится о том, как он отреагирует на появление маленькой сестрички. Паркер преподносит сюрприз Буту, Бреннан и Кристине. Интерн: Кларк Эдисон. |            |                                                                        |                 |                             |                |             |                     |
| 140 | 11         | «The Family in the Feud» «Семья враждует»                              | Дуайт Литтл     | Пэт Чарльз и Джанет Лин     | 30 апреля 2012 | 7AKY11      | 7,01                |
| Когда посреди леса найден труп, команда приступает к расследованию, которое приводит их к связи жертвы с двумя семьями, враждовавшими на протяжении почти столетия. Проводя допрос одного из членов семьи, Бут и Бреннан получают шокирующее признание, которое приводит их к мотиву убийства. Между тем, Бреннан пытается принять непростое решение по поводу предложения её отца нянчить их грудную дочь. Интерн: Дейзи Вик. |            |                                                                        |                 |                             |                |             |                     |
| 141 | 12         | «The Suit on the Set» «Множество костюмов»                             | Эмиль Левисэтти | Карин Розенталь             | 7 мая 2012     | 7AKY12      | 7,02                |
| Бреннан и Бут отправляются в Лос-Анджелес, чтобы проконсультироваться по поводу производства «Кость раздора», фильма, основанного на последней книге Бреннан и на работе команды Джефферсоновского института. На съемочной площадке Бреннан вмешивается в процесс съёмки, когда обнаруживает, что мало того, что актерская игра имеет кучу недостатков, так ещё и то, что фильм полностью игнорирует науку. После вмешательства Бреннан подмечает, что используемый муляжный труп – действительно жертва убийства. Бут и Бреннан приступают к расследованию, которое имеет реальные последствия. Между тем Сили получает предложение работы в студии, а о прошлом Кэм всплывает весьма деликатная информация. |            |                                                                        |                 |                             |                |             |                     |
| 142 | 13         | «The Past in the Present» «Прошлое в настоящем»                        | Дэвид Борианаз  | Карла Кеттнер               | 14 мая 2012    | 7AKY16      | 7,21                |
| Злой гений технологий Кристофер Пелант, подозреваемый в предыдущем деле Бреннан и Бута, снова в суде в апелляционной инстанции. Зная на что он способен, Бут и Бреннан сообщают судье, что он - подозреваемый в двух делах об убийстве. Впоследствии Сили и Кости вызваны на новое место преступления. После идентификации жертвы - человека, который был другом Бреннан и был связан с Пелантом, команда Джефферсона упорно ищет доказательства виновности Кристофера. Но когда суд рассматривает собранные командой доказательства, ключевые улики связаны с Бреннан, и подозрение падает на неё. |            |                                                                        |                 |                             |                |             |                     |